# 山梨県の市町村章一覧
山梨県の市町村章一覧（やまなしけんのしちょうそんしょういちらん）は、山梨県内の市町村に制定されている、あるいは制定されていた市町村章の一覧である。なお、一覧の順序は全国地方公共団体コード順による。廃止された市町村章は廃止日から順に掲載している。

## 概要
- 武田氏の出身国にある県内全域が廃藩置県前は甲斐国であったことから、その氏族の紋章である四つ割菱または武田菱を使って利用している自治体が現存する自治体が甲府市[1]・韮崎市[2]・甲州市[1]があり、過去には北巨摩郡長坂町（現:北杜市）[3]であった。次に南側には富士山、西側には赤石山脈（南アルプス）、北側には八ヶ岳・東側には奥秩父山地など、標高2000mを超す山々に囲まれ、その内の8割を山岳地が占め、山が多い県であることから、山にちなんだ紋章が多く制定され、富士吉田市・南都留郡一帯を占める富士北麓地域には富士山に因んだ紋章、[2][4][5]・中巨摩郡芦安村（現:南アルプス市）には赤石山脈（南アルプス）の一部である北岳[6]・北巨摩郡小淵沢町では八ヶ岳[7]が該当する。更に、山梨市・甲州市一帯を占める甲州市・東山梨郡勝沼町（現:甲州市）と同郡牧丘町（現:山梨市）の東山梨地域にはブドウに因んだ紋章が制定されている。[1][8][9]

武田氏が使用していた武田菱
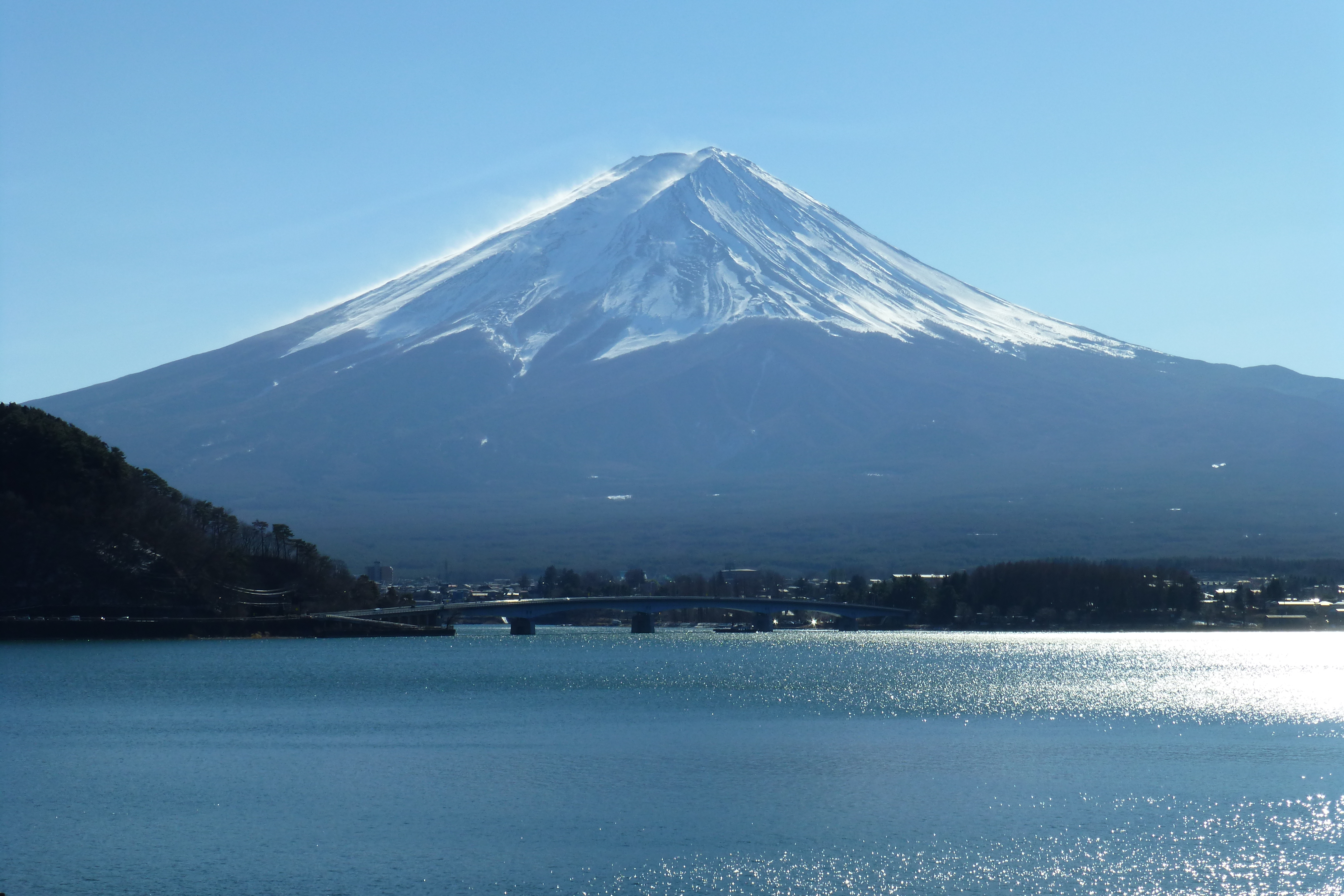
河口湖から望む富士山
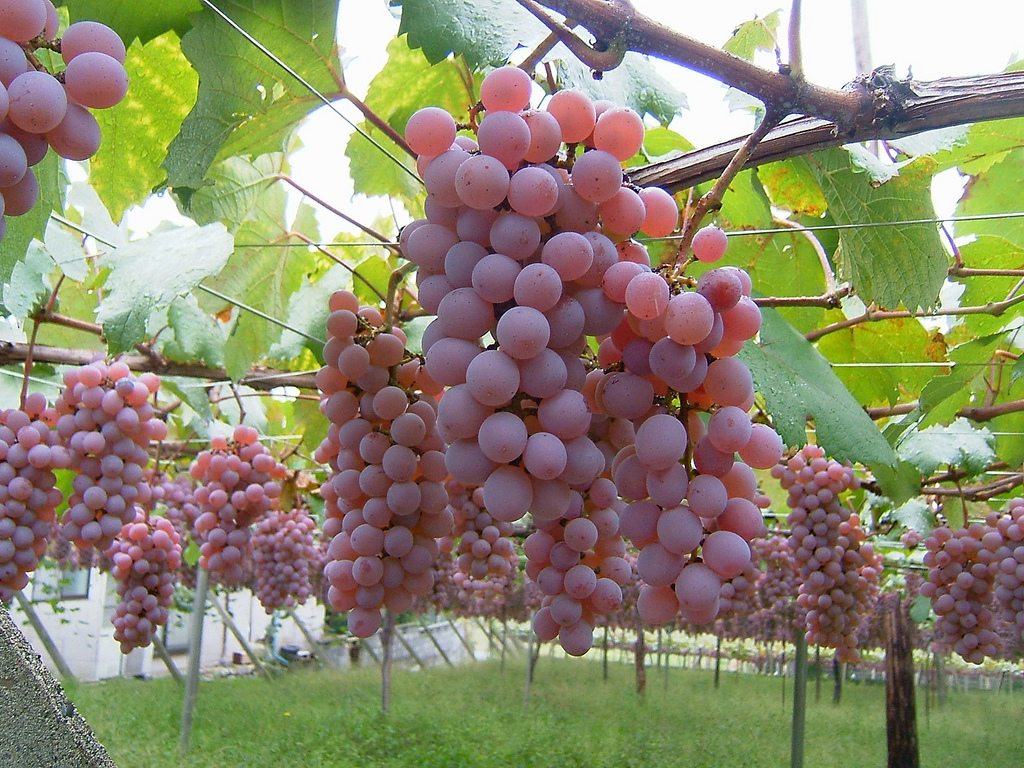
東山梨地域で栽培が盛んなブドウ

## 市部
| 市           | 市章 | 由来                                  | 制定日         | 備考                                                                                        |
| ------------ | ---- | ------------------------------------- | -------------- | ------------------------------------------------------------------------------------------- |
| 甲府市       |      | 武田氏の割菱と亀甲を表している        | 1906年10月13日 |                                                                                             |
| 富士吉田市   |      | 「富士吉田」・富士山を図案化したもの  | 1951年5月4日   |                                                                                             |
| 都留市       |      | 「ツル」を図案化したもの              | 1954年8月25日  |                                                                                             |
| 山梨市       |      | 「山」を図案化したもの                | 2005年3月22日  | 色は深緑色・緑色・黄緑色が指定されている 2代目の市章である                                  |
| 大月市       |      | 「大」を図案化したもの                | 1954年10月1日  |                                                                                             |
| 韮崎市       |      | 武田氏の割菱と2つの「ラ」を表している | 1955年9月21日  |                                                                                             |
| 南アルプス市 |      | 「M」と「A」を図案化したもの          | 2003年9月19日  | 色は緑色と青色が指定されている                                                              |
| 北杜市       |      | 「北」を図案化したもの                | 2004年11月1日  | 2004年3月25日に公表され、本年11月1日に制定された 色は左側は緑色・右側は青色が指定されている |
| 甲斐市       |      | 「K」をハートの形に図案化したもの     | 2005年4月1日   | 色は緑色と黄緑色が指定されている                                                            |
| 笛吹市       |      | 「F」を図案化したもの                 | 2004年10月12日 | 色は水色が指定されている                                                                    |
| 上野原市     |      | 「上」を図案化したもの                | 2005年10月24日 | 色は橙色・水色・黄緑色が指定されている                                                      |
| 甲州市       |      | 武田菱と葡萄の実を図案化したもの      | 2005年11月1日  | 色は紫色が指定されている                                                                    |
| 中央市       |      | 「中」を図案化したもの                | 2006年12月1日  | 色は左側は青色・真ん中は緑色・右側は橙色が指定されている                                    |

## 町村部
| 郡       | 町村         | 町村章 | 由来                                               | 制定日         | 備考                                                   |
| -------- | ------------ | ------ | -------------------------------------------------- | -------------- | ------------------------------------------------------ |
| 西八代郡 | 市川三郷町   |        | 「市」・「i」を表している                          | 2005年6月28日  | 色は黄緑色・橙色・緑色が指定されている                 |
| 南巨摩郡 | 早川町       |        | 六つの山と「早川」を表している                     | 1956年9月      |                                                        |
| 南巨摩郡 | 身延町       |        | 「M」と身延山・富士山・「円」を表している          | 2005年12月1日  | 色は赤色・緑色・青色が指定されている 2代目の町章である |
| 南巨摩郡 | 南部町       |        | 「N」を表している                                  | 2004年1月5日   | 色は青色・緑色・赤色が指定されている 2代目の町章である |
| 南巨摩郡 | 富士川町     |        | 「F」を曲線で表している                            | 2010年3月8日   | 色は若草色と群青色が指定されている                     |
| 中巨摩郡 | 昭和町       |        | 「シ」を図案化したもの                             | 1971年4月1日   | 色は基本的に紫色が指定されている                       |
| 南都留郡 | 道志村       |        | 「ど」を図案化したもの                             | 1966年3月11日  | 1966年8月22日に再制定される                            |
| 南都留郡 | 西桂町       |        | 「ニシカツラ」を図案化したもの                     | 1981年3月25日  |                                                        |
| 南都留郡 | 忍野村       |        | 「オ」を図案化し、「シノ」で円を表している         | 1970年12月17日 |                                                        |
| 南都留郡 | 山中湖村     |        | 外側には富士山と山中湖・内側に「山中」を配している | 1965年1月1日   |                                                        |
| 南都留郡 | 鳴沢村       |        | 「ナル」を中央に配し、「沢」を表している           | 1962年9月28日  |                                                        |
| 南都留郡 | 富士河口湖町 |        | 富士山と周辺の湖と風を表している                   | 2003年11月15日 | 2003年9月25日に公表され、本年の11月15日に制定された    |
| 北都留郡 | 小菅村       |        | 「小」を図案化したもの                             | 1971年8月2日   |                                                        |
| 北都留郡 | 丹波山村     |        | 「た」を図案化したもの                             | 1968年1月1日   |                                                        |

## 廃止された市町村章
| 郡       | 市町村     | 市町村章       | 由来 | 制定日         | 廃止日         | 備考                                                                 |
| -------- | ---------- | -------------- | --- | -------------- | -------------- | -------------------------------------------------------------------- |
| 中巨摩郡 | 南部町     |                | 「南」を図案化し、中央の三角は町内の地形を象ったもの                                                                                                   | 1965年4月1日   | 2003年3月1日   | 初代の町章である                                                     |
| 中巨摩郡 | 富沢町     |                | 「ト」を図案化し、三つの「ト」で富沢を意味する | 1963年         | 2003年3月1日   |                                                                      |
| 中巨摩郡 | 白根町     |                | 「根」を象形化した中に「白」を配した（入れた）もの | 1954年10月2日  | 2003年4月1日   |                                                                      |
| 中巨摩郡 | 若草町     |                | 「若」を中央下部に配し、周囲は「草」を左右から上へと延長したもの                                                                                       | 1964年10月15日 | 2003年4月1日   |                                                                      |
| 中巨摩郡 | 櫛形町     |                | 「クシ」を三角形と円に図案化したもの | 1954年8月5日   | 2003年4月1日   |                                                                      |
| 中巨摩郡 | 甲西町     |                | 「こ」を円形に図案化したもの | 1965年10月15日 | 2003年4月1日   |                                                                      |
| 中巨摩郡 | 八田村     |                | 「八」を図案化し、周辺を円にしたもの | 1966年4月28日  | 2003年4月1日   |                                                                      |
| 中巨摩郡 | 芦安村     |                | 「ア」を図案化し、北岳（山）と太陽を想像し、それらを表したもの                                                                                         | 1967年10月10日 | 2003年4月1日   |                                                                      |
| 南都留郡 | 河口湖町   |                | 富士山を背景に末広がりの「河」を変形し、更に逆さ富士で表したもの                                                                                       | 1957年4月      | 2003年11月15日 | 1957年7月1日に告示された                                             |
| 南都留郡 | 勝山村     | （著作権存続） | 「かつ山」を逆さ富士で図案化したもの | 1968年9月1日   | 2003年11月15日 | 1971年10月1日に再制定された                                          |
| 南都留郡 | 足和田村   | （著作権存続） | 「ア」を図案化したもの | 1969年         | 2003年11月15日 |                                                                      |
| 中巨摩郡 | 竜王町     | （著作権存続） | 「り」を図案化し、二つの丸を配したもの | 1966年9月5日   | 2004年9月1日   |                                                                      |
| 中巨摩郡 | 敷島町     | （著作権存続） | 「シ」を翼と円によって象ったもの | 1968年         | 2004年9月1日   |                                                                      |
| 北巨摩郡 | 双葉町     |                | 双葉に合併前の塩崎の「し」・登美の「と」を円型に配している                                                                                             | 1955年3月5日   | 2004年9月1日   | 双葉町議会の議場を経て、当時の山梨大学助教授中山耕一郎に依頼したもの |
| 南巨摩郡 | 身延町     |                | 「身」を象ったもの | 1959年2月19日  | 2004年9月13日  | 1969年11月3日に再制定された 初代の町章である                         |
| 南巨摩郡 | 中富町     |                | 三つの「ト」の中に「中」を表している | 1964年5月6日   | 2004年9月13日  |                                                                      |
| 西八代郡 | 下部町     |                | 「下」を図案化したもの | 1962年3月4日   | 2004年9月13日  |                                                                      |
| 東山梨郡 | 春日居町   |                | 「カス」を図案化したもの | 1969年9月27日  | 2004年10月12日 | 春日居村章として制定され、町制施行後に継承された                     |
| 東八代郡 | 石和町     |                | 「石」を意匠化し、白と空白で「和」を象徴したもの | 1962年8月11日  | 2004年10月12日 |                                                                      |
| 東八代郡 | 御坂町     |                | 御坂山地内にある三箇所の山を象り、真ん中に円を表したもの                                                                                               | 1958年10月15日 | 2004年10月12日 |                                                                      |
| 東八代郡 | 一宮町     |                | 「イチ」を図案化したもの | 1966年12月10日 | 2004年10月12日 |                                                                      |
| 東八代郡 | 八代町     |                | 「や」を図案化したもの | 1960年10月     | 2004年10月12日 |                                                                      |
| 東八代郡 | 境川村     | （著作権存続） | 「さ」を図案化したもの | 1968年4月1日   | 2004年10月12日 |                                                                      |
| 北巨摩郡 | 須玉町     |                | 「ス」を図案化し、右側に翼を張り出したもの | 1964年10月4日  | 2004年11月1日  |                                                                      |
| 北巨摩郡 | 高根町     |                | 「タ」を図案化したもの | 1962年10月1日  | 2004年11月1日  |                                                                      |
| 北巨摩郡 | 長坂町     |                | 武田菱の四隅は八ヶ岳・南アルプス・富士山・秩父連山の四つの山を表し、とその中に「長坂」を図案化したもの                                                 | 未制定         | 2004年11月1日  | 1974年1月1日以降の広報誌から紋章は使用されている                     |
| 北巨摩郡 | 白州町     |                | 「白」を図案化し、中央の白地は白砂の州を表したもの | 1962年12月20日 | 2004年11月1日  |                                                                      |
| 北巨摩郡 | 大泉村     |                | 「大」を近代的に図案化したもの | 1970年5月3日   | 2004年11月1日  |                                                                      |
| 北巨摩郡 | 明野村     | （著作権存続） | 「ア」を図案化し、両側に張り出しているもの | 1968年1月1日   | 2004年11月1日  |                                                                      |
| 北巨摩郡 | 武川村     | （著作権存続） | 「ム川」を図案化したもの | 1970年1月1日   | 2004年11月1日  |                                                                      |
| 北都留郡 | 上野原町   |                | 「上」を図案化したもの | 1956年6月28日  | 2005年2月13日  | 2代目の町章である                                                    |
| 南都留郡 | 秋山村     |                | 「アキ山」を図案化したもの | 1968年3月7日   | 2005年2月13日  |                                                                      |
| 山梨市   |            |                | 「山ナシ」を図案化したもの | 1954年10月1日  | 2005年3月22日  | 初代の市章である                                                     |
| 東山梨郡 | 牧丘町     |                | 「ま」を図案化し、翼を象ったものであり、三本の線は合併前の諏訪町・西保村・中牧村を表したもの                                                           | 1964年         | 2005年3月22日  |                                                                      |
| 東山梨郡 | 三富村     | （著作権存続） | 「ミトミ」を組み合わせて図案化し、両翼は飛躍と発展を表したもの                                                                                         | 1973年4月      | 2005年3月22日  |                                                                      |
| 西八代郡 | 三珠町     |                | 三つの「珠」・三本の翼を表したもの | 1964年         | 2005年10月1日  |                                                                      |
| 西八代郡 | 市川大門町 |                | 「市川」を表し、「市川大門」が想像できる | 1963年7月      | 2005年10月1日  |                                                                      |
| 西八代郡 | 六郷町     |                | 「六」のなべぶたの部分の下部にある八を輪の形に図案化し、六つの線は岩間村・楠甫村・宮原村・葛籠沢村・鴨狩津向村・落居村の六村が合併したことを表したもの | 1964年10月     | 2005年10月1日  |                                                                      |
| 塩山市   |            |                | 「塩」を翼状に図案化したもの | 1954年9月29日  | 2005年11月1日  |                                                                      |
| 東山梨郡 | 勝沼町     |                | ブドウをあしらったものであり、その房を中心に足り囲む葉形は町民の「和」を表したもの                                                                     | 1963年10月1日  | 2005年11月1日  | 色は紫色が指定されている                                             |
| 東山梨郡 | 大和村     |                | 大和と不撓の意味を図案化したもの | 1969年12月20日 | 2005年11月1日  |                                                                      |
| 中巨摩郡 | 玉穂町     |                | 「玉」を円く図案化したもの | 1972年5月20日  | 2006年2月20日  | 玉穂村章として制定され、町制施行後に継承された                       |
| 中巨摩郡 | 田富町     |                | 田園都市を想像する緑色と稲穂を想像する黄金色の「田」を浮かし、その中で「田」を中心として、左右に「トミ」を図案化したもの                               | 1968年4月1日   | 2006年2月20日  | 色は背景が緑色・紋章は黄金色が指定されている                         |
| 東八代郡 | 豊富村     | （著作権存続） | 「とよ」を組み合わせたもの | 1970年12月1日  | 2006年2月20日  |                                                                      |
| 東八代郡 | 中道町     |                | 「中ミチ」を図案化したもの | 1963年9月14日  | 2006年3月1日   | 1964年3月15日に再制定された                                          |
| 西八代郡 | 上九一色村 |                | 「上九」を組み合わせ、図案化したもの | 1968年7月17日  | 2006年3月1日   |                                                                      |
| 北巨摩郡 | 小淵沢町   |                | 全体は「小」を象徴し、中央の長い菱形は白菱・黒菱の双葉からな成り、八角は八ヶ岳の八峰を表したもの                                                       | 1962年3月      | 2006年3月15日  |                                                                      |
| 東八代郡 | 芦川村     |                | 「ア」を左右にし、中側に「川」を配したもの | 1969年3月24日  | 2006年8月1日   |                                                                      |
| 中巨摩郡 | 増穂町     |                | 「マ」を白抜きにし、外側は「ス」をチカラ強く描いている                                                                                                 | 1964年4月15日  | 2010年3月8日   |                                                                      |
| 中巨摩郡 | 鰍沢町     | （著作権存続） | 「か」を勝鳥に象っている | 1966年4月13日  | 2010年3月8日   |                                                                      |

### 書籍
- 小学館辞典編集部 編『図典 日本の市町村章』（初版第1刷）小学館、2007年1月10日。ISBN 4095263113。
- 近藤春夫『都市の紋章 : 一名・自治体の徽章』行水社、1915年。NDLJP:955061
- 中川幸也『シリーズ人間とシンボル第2号「都市の旗と紋章」』中川ケミカル、1987年10月11日。
- 丹羽基二『日本の市章 （東日本）』保育社、1984年4月5日。
- 望月政治『都章道章府章県章市章のすべて』日本出版貿易株式会社、1973年7月7日。
- NHK情報ネットワーク『NHKふるさとデータブック4 [北陸・甲信越]』日本放送協会、1992年4月1日。
- 国際図書『事典　シンボルと公式制度』国民文化協会、1968年。

### 自治体冊子

#### 山梨地域
- 春日居町記念誌編集委員会 編『春日居町誌 閉町記念編』（初版第1刷）笛吹市役所春日居支所、2005年。
- 山梨日日新聞社 編『三富村誌 下巻』（初版第1刷）山梨県東山梨郡三富村教育委員会、1996年。
- 牧丘町役場企画室 編『広報まきおか縮刷版』（初版第1刷）山梨県東山梨郡牧丘町、1977年12月。
- 牧丘町誌編纂委員会 編『牧丘町誌』（初版第1刷）山梨県東山梨郡牧丘町、1980年。
- 勝沼町役場まちづくり推進室 編『勝沼町制施行50周年記念・閉庁記念誌』（初版第1刷）山梨県東山梨郡勝沼町、2006年10月。
- 大和村役場 編『大和村例規集』（初版第1刷）山梨県東山梨郡大和村。

#### 巨摩地域

##### 南巨摩
- 身延町誌編纂委員会 編『身延町誌』（初版第1刷）山梨県南巨摩郡身延町、1996年。
- 下部町誌編纂委員会 編『下部町誌』（初版第1刷）山梨県南巨摩郡下部町、1981年。
- 中富町誌編纂委員会 編『中富町誌』（初版第1刷）山梨県南巨摩郡中富町、1971年。

##### 中巨摩
- 白根町教育委員会 編『わたしたちの町しらね』（初版第1刷）山梨県中巨摩郡白根町教育委員会、2002年4月。
- 白根町役場 編『白根町例規集』（初版第1刷）山梨県中巨摩郡白根町。
- 若草町誌編纂委員会 編『若草町誌』（初版第1刷）山梨県中巨摩郡若草町、1990年。
- 櫛形町役場 編『櫛形町例規集』（初版第1刷）山梨県中巨摩郡櫛形町。
- 櫛形町社会科副読本編集委員会 編『わたしたちの櫛形町』（初版第1刷）山梨県中巨摩郡櫛形町社会科副読本編集委員会、2000年。
- 櫛形町社会科副読本編集委員会 編『わたしたちの櫛形』（初版第1刷）山梨県中巨摩郡櫛形町社会科副読本編集委員会、2003年3月。
- 櫛形町 編『2001年櫛形町町勢要覧 櫛形 心美しき人へ!』（初版第1刷）山梨県中巨摩郡櫛形町、2001年3月。
- 甲西町役場 編『甲西町例規集』（初版第1刷）山梨県中巨摩郡甲西町。
- 甲西町副読本編集委員会 編『わたしたちの甲西町 3・4年社会科副読本』（初版第1刷）山梨県中巨摩郡甲西町副読本編集委員会。
- 八田村役場 編『八田村例規集』（初版第1刷）山梨県中巨摩郡八田村。
- 八田村 編『八田村誌』（初版第1刷）山梨県中巨摩郡八田村、1972年。
- 八田村 編『八田村誌』（初版第1刷）山梨県中巨摩郡八田村、2003年3月。
- 芦安村役場 編『芦安村例規集』（初版第1刷）山梨県中巨摩郡芦安村。
- 芦安村教育委員会 編『わたしたちの芦安小学校社会科副読本 3年・4年』（初版第1刷）山梨県中巨摩郡芦安村教育委員会、2002年。
- 竜王町/編纂 編『竜王町史』（初版第1刷）山梨県中巨摩郡竜王町、1976年。
- 玉穂町社会科副読本編集委員会　 編『わたしたちのまちたまほ』（初版第1刷）山梨県中巨摩郡玉穂町教育委員会、1999年。
- 田冨町社会科副読本編集委員会　 編『わたしたちのまち田富』（初版第1刷）山梨県中巨摩郡田富町教育委員会、1976年。
- 敷島町50周年記念誌編纂委員会 編『あすへの飛翔 町制施行50周年記念』（初版第1刷）山梨県中巨摩郡敷島町、1976年。

##### 北巨摩
- 双葉町誌編集委員会 編『双葉町誌』（初版第1刷）山梨県北巨摩郡双葉町、1977年。
- 高根町合併30周年記念誌編集委員会 編『高根町合併30周年記念誌 たかね』（初版第1刷）山梨県北巨摩郡高根町、1984年6月。
- 長坂町誌編纂委員会 編『長坂町誌 上巻』（初版第1刷）山梨県北巨摩郡長坂町、1990年。
- 長坂町誌編纂委員会 編『長坂町誌 下巻』（初版第1刷）山梨県北巨摩郡長坂町、1990年。
- 長坂町役場企画課 編『広報ながさか 縮刷版 1』（初版第1刷）山梨県北巨摩郡長坂町、1991年3月。
- 長坂町役場企画課 編『広報ながさか 縮刷版 2』（初版第1刷）山梨県北巨摩郡長坂町、1991年3月。
- 長坂町役場企画課 編『広報ながさか 縮刷版 3』（初版第1刷）山梨県北巨摩郡長坂町、1991年3月。
- 白州町誌編纂委員会 編『白州町誌』（初版第1刷）山梨県北巨摩郡白州町、1986年。
- 須玉町誌編纂委員会 編『須玉町誌』（初版第1刷）山梨県北巨摩郡須玉町、1975年。
- 大泉村誌編纂委員会 編『大泉村誌 上巻』（初版第1刷）山梨県北巨摩郡大泉村、1989年。
- 大泉村誌編纂委員会 編『大泉村誌 下巻』（初版第1刷）山梨県北巨摩郡大泉村、1989年。
- 明野村誌編纂委員会 編『新装明野村誌 本誌編』（初版第1刷）山梨県北巨摩郡明野村、1996年。
- 武川村誌編纂委員会 編『武川村誌 上巻』（初版第1刷）山梨県北巨摩郡武川村、1986年。
- 武川村誌編纂委員会 編『武川村誌 下巻』（初版第1刷）山梨県北巨摩郡武川村、1986年。
- 小淵沢町誌編纂委員会 編『小淵沢町誌』（初版第1刷）山梨県北巨摩郡小淵沢町、2006年。

#### 都留地域
- 上野原町役場 編『上野原町例規集』（初版第1刷）山梨県南都留郡上野原町。
- 秋山村役場 編『秋山村例規集』（初版第1刷）山梨県南都留郡秋山村。
- 河口湖町役場 編『河口湖町例規集』（初版第1刷）山梨県南都留郡河口湖町。

#### 八代地域
- 豊富村役場企画課 編『豊富村勢要覧 2003』（初版第1刷）山梨県東八代郡豊富村、2003年。
- 三珠町五十周年記念誌編纂委員会 編『三珠町五十年のあゆみ 町制五十周年記念誌』（初版第1刷）山梨県西八代郡三珠町、2004年。
- 市川大門町役場 編『市川大門町例規集』（初版第1刷）山梨県西八代郡市川大門町。
- 六郷町 編『風土の創造　六郷 六郷合併50周年記念誌』（初版第1刷）山梨県西八代郡市川六郷町、2001年。
- 石和町誌編纂委員会 編『石和町誌 第2巻』（初版第1刷）山梨県東八代郡石和町、1991年。
- 御坂町役場 編『MISAKA 御坂町勢要覧』（初版第1刷）山梨県東八代郡御坂町、1997年。
- 旧一宮小学校卒業生五十鈴会 編『甲斐一宮ふるさと探訪』（初版第1刷）中沢一雄、1984年。
- 境川村役場 編『境川村誌』（初版第1刷）山梨県東八代郡境川村、1978年。
- 中道・豊富地区教育協議会社会科副読本編集部 編『わたしたちの中道町・豊富村』（初版第1刷）山梨県東八代郡中道町教育委員会、1996年。
- 上九一色村役場 編『上九一色村例規集』（初版第1刷）山梨県西八代郡上九一色村。